# Попова (річка)
Попова — річка в Любомльському районі Волинської області, права притока Західного Бугу (басейн Вісли).

## Опис
Довжина річки приблизно 6 км. Висота витоку річки над рівнем моря — 169 м, висота гирла — 164 м, падіння річки — 5 м, похил річки — 0,84 м/км. Формується з багатьох безіменних струмків та водойм.

## Розташування
Бере початок з водойми у заказнику «Буг» на західній стороні від села Миловань. Тече переважно на північний захід і на південно-західній стороні від села Гуща впадає в річку Західний Буг, праву притоку Вісли.